# Terval
Terval è un comune francese di 2.173 abitanti situato nel dipartimento della Vandea nella regione dei Paesi della Loira. È stato istituito il 1 gennaio 2023 dalla fusione dei precedenti comuni di La Tardière, Breuil-Barret e La Chapelle-aux-Lys.